# Schweizer Meisterschaft im Radball 2010
Die Schweizer Meisterschaft im Radball 2010 begann am 30. Januar 2010 und endete am 23. Oktober 2010 anlässlich des Finals in Baar.
Schweizermeister wurde wie im Vorjahr der RV Winterthur mit Marcel Waldispühl und Peter Jiricek.

## Modus
Es haben insgesamt 100 Elite-Teams in fünf Spielklassen teilgenommen, neun davon in der Nationalliga A, der höchsten Spielklasse.
Die Nationalliga A begann mit der Qualifikationsrunde, in der Jeder gegen Jeden zweimal spielte. Die Teams auf den Rängen 6–9 spielten danach eine Abstiegsrunde. Der Verlierer dieser Abstiegsrunde spielte in der nächsten Saison in der Nationalliga B, der Gewinner spielte zusammen mit den restlichen Teams in der 1. Meisterrunde. Die fünf Besten aus der 1. Meisterrunde spielen auch noch eine 2. Meisterrunde, wobei die Punkte und Tore aus der 1. Meisterrunde mitgenommen werden. Dieselben fünf Teams spielten danach auch noch zwei Finalrunden. Der Gewinner der zweiten Finalrunde wurde zum Schweizermeister ernannt.

## Qualifikation
1. Runde – 30. Januar in Oftringen
2. Runde – 13. Februar in Möhlin
3. Runde – 27. Februar in Mosnang
4. Runde – 20. März in Altdorf
5. Runde – 27. März in Nürensdorf
6. Runde – 17. April in Winterthur
| Rang | Team                   | Sp | S  | U | N  | Tore     | Punkte |
| ---- | ---------------------- | -- | -- | - | -- | -------- | ------ |
| 1    | Winterthur             | 16 | 14 | 1 | 1  | 105 - 30 | 43     |
| 2    | Oftringen              | 16 | 14 | 1 | 1  | 83 - 33  | 43     |
| 3    | Altdorf 1              | 16 | 10 | 3 | 3  | 77 - 44  | 33     |
| 4    | Sirnach                | 16 | 7  | 2 | 7  | 62 - 62  | 23     |
| 5    | Mosnang                | 16 | 7  | 3 | 6  | 57 – 68  | 24     |
| 6    | Altdorf 2              | 16 | 5  | 1 | 10 | 52 – 63  | 16     |
| 7    | Möhlin                 | 16 | 5  | 1 | 10 | 41 – 76  | 16     |
| 8    | Rheineck               | 16 | 3  | 1 | 12 | 58 – 84  | 10     |
| 9    | Bassersdorf-Nürensdorf | 16 | 0  | 1 | 15 | 31 – 126 | 10     |

## Abstiegsrunde
Die Abstiegsrunde fand am 1. Mai 2010 in Möhlin statt. Nach den Ergebnissen in der Qualifikationsrunde wurden Bonuspunkte verteilt. Altdorf 2 erhielt 5 Punkte, Möhlin erhielt 3 Punkte und Rheineck erhielt 2 Punkte.
| Rang | Team                   | Sp | S | U | N | Tore    | Punkte |
| ---- | ---------------------- | -- | - | - | - | ------- | ------ |
| 1    | Möhlin                 | 6  | 6 | 0 | 0 | 36 - 11 | 21     |
| 2    | Altdorf 2              | 6  | 4 | 0 | 2 | 21 - 15 | 17     |
| 3    | Rheineck               | 6  | 2 | 0 | 4 | 19 – 31 | 8      |
| 4    | Bassersdorf-Nürensdorf | 6  | 0 | 0 | 6 | 19 – 38 | 0      |

Möhlin spielt in der 1. Meisterrunde
Bassersdorf-Nürensdorf steigt ab in die Nationalliga B

## Meisterrunde
1. Runde – 22. Mai in Möhlin
2. Runde – 5. Juni in Altdorf
Nach den Ergebnissen in der Qualifikationsrunde wurden Bonuspunkte verteilt. Winterthur erhielt 5 Punkte, Oftringen erhielt 4 Punkte, Altdorf 1 erhielt 3 Punkte, Sirnach erhielt 2 Punkte und Mosnang erhielt 1 Punkt. Möhlin, welches sich durch den Gewinn der Abstiegsrunde qualifizierte, startete ohne Bonuspunkte.
| Rang | Team       | Sp | S | U | N | Tore    | Punkte |
| ---- | ---------- | -- | - | - | - | ------- | ------ |
| 1    | Altdorf 1  | 9  | 7 | 0 | 2 | 47 - 25 | 24     |
| 2    | Winterthur | 9  | 5 | 3 | 1 | 40 - 26 | 23     |
| 3    | Oftringen  | 9  | 3 | 4 | 2 | 33 - 33 | 17     |
| 4    | Mosnang    | 9  | 3 | 2 | 4 | 38 - 32 | 12     |
| 5    | Möhlin     | 9  | 2 | 1 | 6 | 22 – 44 | 7      |
| 6    | Sirnach    | 5  | 0 | 0 | 5 | 9 – 29  | 2      |

## Final

### 1. Finalrunde
Die 1. Finalrunde fand am 18. September 2010 in Winterthur statt. Die Teams erhielten nach den Resultaten in der Meisterrunde Bonuspunkte: Altdorf 1 erhielt 4 Punkte; Winterthur – 3 Punkte; Oftringen – 2 Punkte; Mosnang – 1 Punkt.
Altdorf 1 – Möhlin – 4:3
Winterthur – Oftringen – 3:1
Mosnang – Möhlin – 2:2
Altdorf 1 – Oftringen – 3:4
Winterthur – Mosnang – 5:2
Oftringen – Möhlin – 4:2
Altdorf 1 – Mosnang – 8:2
Winterthur – Möhlin – 10:2
Oftringen – Mosnang – 6:3
Altdorf 1 – Winterthur – 3:4
| Rang | Team       | Sp | S | U | N | Tore    | Punkte |
| ---- | ---------- | -- | - | - | - | ------- | ------ |
| 1    | Winterthur | 4  | 4 | 0 | 0 | 22 - 8  | 15     |
| 2    | Oftringen  | 4  | 3 | 0 | 1 | 15 - 11 | 11     |
| 3    | Altdorf 1  | 4  | 2 | 0 | 2 | 18 - 13 | 10     |
| 4    | Mosnang    | 4  | 0 | 1 | 3 | 9 – 21  | 2      |
| 5    | Möhlin     | 4  | 0 | 1 | 3 | 9 – 20  | 1      |

### Final
Der Final fand am 23. Oktober 2010 in Baar statt. Die Teams erhielten nach den Resultaten in der 1. Finalrunde Bonuspunkte: Winterthur erhielt 3 Punkte, Oftringen erhielt 2 Punkte und Altdorf 1 erhielt 1 Punkt.
Oftringen – Altdorf 1 – 0:6
Winterthur – Möhlin – 5:2
Mosnang – Möhlin – 3:1
Winterthur – Altdorf 1 – 3:2
Altdorf 1 – Möhlin – 7:2
Oftringen – Mosnang – 3:1
Oftringen – Möhlin –  2:1
Winterthur – Mosnang – 4:2
Altdorf 1 – Mosnang – 9:3
Winterthur – Oftringen – 4:5
| Rang | Team       | Sp | S | U | N | Tore    | Punkte |
| ---- | ---------- | -- | - | - | - | ------- | ------ |
| 1    | Winterthur | 4  | 3 | 0 | 1 | 16 - 11 | 12     |
| 2    | Oftringen  | 4  | 3 | 0 | 1 | 10 – 12 | 11     |
| 3    | Altdorf 1  | 4  | 3 | 0 | 1 | 24 - 8  | 10     |
| 4    | Mosnang    | 4  | 1 | 0 | 3 | 9 – 17  | 3      |
| 5    | Möhlin     | 4  | 0 | 0 | 4 | 6 – 17  | 0      |

## Endstand
| Goldmedaille   | RV Winterthur (Peter Jiricek und Marcel Waldispühl)       |
| Silbermedaille | VMC Oftringen (Rafael Stadelmann und Andreas Zaugg)       |
| Bronzemedaille | RS Altdorf 1 (Roman Schneider und Dominik Planzer)        |
| 4.             | RMV Mosnang (Timo Schneider und Lukas Schönenberger)      |
| 5.             | RC Möhlin (Renato Bianco und Stefan Lüzelschwab)          |
| 6.             | RV Sirnach (Silvan Oberhänsi und Sven Korn)               |
| 7.             | RS Altdorf 2 (Claudio Zotter und Simon Marty)             |
| 8.             | RC Rheineck (Andreas Lubetz und Thomas Koch)              |
| 9.             | RC Bassersdorf-Nürensdorf (Björn Reiser und Thomas Meier) |